# Asobara obliqua
Asobara obliqua är en stekelart som först beskrevs av Papp 1969.  Asobara obliqua ingår i släktet Asobara och familjen bracksteklar. Inga underarter finns listade.